# Salyan District
Salyan District er et af Nepals 75 administrative og politiske regioner, betegnet distrikter (lokalt betegnet district, zilla, jilla el. जिल्ला). Salyan er et distrikt i bakkeområdet Middle Hills, som ligger i Rapti Zone i Mid-Western Development Region.
Salyan areal er 1.462 km² og der boede ved folketællingen 2001 i alt 60.643 og i 2007 67.738 i distriktet. Distriktets politiske organ District Development Committee er sammensat gennem indirekte valg, med repræsentation fra hver af de 9-17 administrative enheder ilakaer, hvert distrikt er opdelt i. 
Salyan District er endvidere opdelt i 47 udviklingskommuner (lokalt navn: Gaun Bikas Samiti (G.B.S.) el. Village Development Committee (VDC)), hvoraf byer med over 10.000 indbyggere kategoriseres som købstæder (municipalities). 
Salyan District er udviklingsmæssigt – gennem anvendelse af FN og UNDP's Human Development Index – kategoriseret som nr. 61 ud af Nepals 75 distrikter.

## Eksterne links
- Kort over Salyan District
- Salyan District sundhedsprofil – fra FN-Nepal (på engelsk)

28°22′00″N 82°10′00″Ø / 28.36667°N 82.16667°Ø